# Diastatomma bicolor
Diastatomma bicolor – gatunek ważki z rodziny gadziogłówkowatych (Gomphidae).